# Vòng loại Giải vô địch bóng đá thế giới 1982 – Khu vực châu Á và châu Đại Dương
Danh sách dưới đây là ngày thi đấu và kết quả vòng loại Giải vô địch bóng đá thế giới 1982 – Khu vực châu Á và châu Đại Dương (AFC và OFC). Để có cái nhìn tổng quan về các vòng loại, hãy xem bài viết Vòng loại Giải vô địch bóng đá thế giới 1982.
Tổng cộng có 21 đội tham dự, nhưng Iran rút lui trước khi bốc thăm. Khu vực này được phân bổ 2 suất vào vòng chung kết (trong tổng số 24 đội).

## Thể thức thi đấu
Vòng loại gồm 2 vòng:
Vòng 1: 20 đội chia thành 4 bảng, mỗi bảng có quy tắc riêng:
- Bảng 1: 5 đội, đá vòng tròn sân nhà - sân khách. Đội nhất bảng vào vòng cuối cùng.
- Bảng 2: 5 đội, đá vòng tròn một lượt tại Ả Rập Xê Út. Nhất bảng đi tiếp.
- Bảng 3: 4 đội, đá một lượt tại Kuwait. Nhất bảng đi tiếp.
- Bảng 4: 6 đội, thi đấu tại Hồng Kông gồm 4 giai đoạn:
  1. Trận đấu phân loại: Các đội bắt cặp đá loại để chia bảng.
  2. Vòng bảng: Chia 2 bảng, mỗi bảng 3 đội, đá vòng tròn một lượt. 2 đội đầu mỗi bảng vào bán kết.
  3. Bán kết: Nhất bảng A gặp nhì bảng B, và ngược lại.
  4. Chung kết: 2 đội thắng bán kết đá 1 trận, đội thắng vào vòng cuối cùng.

Vòng cuối cùng: 4 đội đá vòng tròn sân nhà - sân khách. Nhất và nhì bảng giành

## Vòng 1

### Bảng 1
| VT | Đội               | ST | T | H | B | BT | BB | HS  | Đ  | Giành quyền tham dự |     |     |     |     |     |      |
| -- | ----------------- | -- | - | - | - | -- | -- | --- | -- | ------------------- | --- | --- | --- | --- | --- | ---- |
| 1  | New Zealand       | 8  | 6 | 2 | 0 | 31 | 3  | +28 | 14 | Vòng cuối cùng      |     | —   | 3–3 | 5–0 | 2–0 | 13–0 |
| 2  | Úc                | 8  | 4 | 2 | 2 | 22 | 9  | +13 | 10 |                     |     | 0–2 | —   | 2–0 | 3–2 | 10–0 |
| 3  | Indonesia         | 8  | 2 | 2 | 4 | 5  | 14 | −9  | 6  |                     | 0–2 | 1–0 | —   | 1–0 | 3–3 |      |
| 4  | Đài Bắc Trung Hoa | 8  | 1 | 3 | 4 | 5  | 8  | −3  | 5  |                     | 0–0 | 0–0 | 2–0 | —   | 0–0 |      |
| 5  | Fiji              | 8  | 1 | 3 | 4 | 6  | 35 | −29 | 5  |                     | 0–4 | 1–4 | 0–0 | 2–1 | —   |      |

| New Zealand                              | 3–3 | Úc                            |
| ---------------------------------------- | --- | ----------------------------- |
| G. Turner 25' · Wooddin 34' · Sumner 80' |     | Krncevic 15', 42' · Boden 31' |

| Fiji | 0–4 | New Zealand                         |
| ---- | --- | ----------------------------------- |
|      |     | B. Turner 8', 31', 85' · Sumner 20' |

| Đài Bắc Trung Hoa | 0–0 | New Zealand |
| ----------------- | --- | ----------- |
|                   |     |             |

| Indonesia | 0–2 | New Zealand                               |
| --------- | --- | ----------------------------------------- |
|           |     | Brian TurnerB. Turner 14' · G. Turner 75' |

| Úc | 0–2 | New Zealand                 |
| -- | --- | --------------------------- |
|    |     | Wooddin 29' · G. Turner 81' |

| Úc                         | 2–0 | Indonesia |
| -------------------------- | --- | --------- |
| Kosmina 29' · Davidson 33' |     |           |

| New Zealand                                                  | 5–0 | Indonesia |
| ------------------------------------------------------------ | --- | --------- |
| Wooddin 9' · B. Turner 34' · G. Turner 59', 65' · Elrick 81' |     |           |

| New Zealand                 | 2–0 | Đài Bắc Trung Hoa |
| --------------------------- | --- | ----------------- |
| Wooddin 14' · G. Turner 75' |     |                   |

| Fiji | 0–0 | Indonesia |
| ---- | --- | --------- |
|      |     |           |

| Fiji               | 2–1 | Đài Bắc Trung Hoa |
| ------------------ | --- | ----------------- |
| Ratu Jone 55', 55' |     | Chang Kuo Chi 40' |

| Úc                                              | 3–2 | Đài Bắc Trung Hoa       |
| ----------------------------------------------- | --- | ----------------------- |
| Henderson 17' · Kosmina 54' · Byrne 68' (ph.đ.) |     | Duh Deng-Sheng 82', 89' |

| Indonesia        | 1–0 | Đài Bắc Trung Hoa |
| ---------------- | --- | ----------------- |
| Hadi Ismanto 75' |     |                   |

| Đài Bắc Trung Hoa     | 2–0 | Indonesia |
| --------------------- | --- | --------- |
| Deng Chyan · Jyn Tson |     |           |

| Fiji          | 1–4 | Úc                                     |
| ------------- | --- | -------------------------------------- |
| Vuilabasa 82' |     | Cole 4', 31' · Barnes 10' · Sharne 28' |

| Đài Bắc Trung Hoa | 0–0 | Fiji |
| ----------------- | --- | ---- |
|                   |     |      |

| Indonesia                                       | 3–3 | Fiji                                              |
| ----------------------------------------------- | --- | ------------------------------------------------- |
| Budi Johannis · Upendran Choy o.g.' · Risdianto |     | Ratu Jone · Meli Vuilabasa · John Morris Williams |

| Úc                                                                      | 10–0 | Fiji |
| ----------------------------------------------------------------------- | ---- | ---- |
| Mitchell 29', 43', 80' · Cole 37', 54', 63', 67', 70', 71' (ph.đ.), 75' |      |      |

| New Zealand | 13–0 | Fiji |
| --- | ---- | ---- |
| Wooddin 2' · Sumner 8', 45', 55', 60', 72', 86' · G. Turner 9', 31' · Cole 36' · B. Turner 40', 85' · Mackay 48' |      |      |

| Indonesia     | 1–0 | Úc |
| ------------- | --- | -- |
| Risdianto 88' |     |    |

| Đài Bắc Trung Hoa | 0–0 | Úc |
| ----------------- | --- | -- |
|                   |     |    |

New Zealand giành quyền vào vòng cuối cùng.

### Bảng 2
| VT | Đội         | ST | T | H | B | BT | BB | HS | Đ | Giành quyền tham dự |
| -- | ----------- | -- | - | - | - | -- | -- | -- | - | ------------------- |
| 1  | Ả Rập Xê Út | 4  | 4 | 0 | 0 | 5  | 0  | +5 | 8 | Vòng cuối cùng      |
| 2  | Iraq        | 4  | 3 | 0 | 1 | 5  | 2  | +3 | 6 |                     |
| 3  | Qatar       | 4  | 2 | 0 | 2 | 5  | 3  | +2 | 4 |                     |
| 4  | Bahrain     | 4  | 1 | 0 | 3 | 1  | 6  | −5 | 2 |                     |
| 5  | Syria       | 4  | 0 | 0 | 4 | 2  | 7  | −5 | 0 |                     |

| Iraq      | 1–0 | Qatar |
| --------- | --- | ----- |
| Saeed 84' |     |       |

| Bahrain              | 1–0 | Syria |
| -------------------- | --- | ----- |
| Bushegir 89' (ph.đ.) |     |       |

| Ả Rập Xê Út | 1–0 | Iraq |
| ----------- | --- | ---- |
| Dabo 82'    |     |      |

| Qatar                        | 3–0 | Bahrain |
| ---------------------------- | --- | ------- |
| Muftah 21', 64' · Salman 35' |     |         |

| Ả Rập Xê Út     | 2–0 | Syria |
| --------------- | --- | ----- |
| Jassem 47', 62' |     |       |

| Iraq                   | 2–0 | Bahrain |
| ---------------------- | --- | ------- |
| Ahmed 26' · Dirjal 89' |     |         |

| Qatar                   | 2–1 | Syria     |
| ----------------------- | --- | --------- |
| Khalfan 8' · Muftah 53' |     | Jehad 15' |

| Ả Rập Xê Út     | 1–0 | Bahrain |
| --------------- | --- | ------- |
| Al Nafeesah 71' |     |         |

| Iraq                      | 2–1 | Syria     |
| ------------------------- | --- | --------- |
| Ashraf 34' · Khudhair 63' |     | Jehad 47' |

| Ả Rập Xê Út | 1–0 | Qatar |
| ----------- | --- | ----- |
| Aboloya 85' |     |       |

Saudi Arabia giành quyền vào Vòng cuối cùng.

### Bảng 3
| VT | Đội      | ST | T | H | B | BT | BB | HS  | Đ | Giành quyền tham dự |
| -- | -------- | -- | - | - | - | -- | -- | --- | - | ------------------- |
| 1  | Kuwait   | 3  | 3 | 0 | 0 | 12 | 0  | +12 | 6 | Vòng cuối cùng      |
| 2  | Hàn Quốc | 3  | 2 | 0 | 1 | 7  | 4  | +3  | 4 |                     |
| 3  | Malaysia | 3  | 0 | 1 | 2 | 3  | 8  | −5  | 1 |                     |
| 4  | Thái Lan | 3  | 0 | 1 | 2 | 3  | 13 | −10 | 1 |                     |

| Hàn Quốc                           | 2–1 | Malaysia     |
| ---------------------------------- | --- | ------------ |
| Hong Sung-ho 33' · Lee Kang-jo 84' |     | Wong Chye 6' |

| Kuwait                                                                      | 6–0 | Thái Lan |
| --------------------------------------------------------------------------- | --- | -------- |
| Al-Anbari 12', 37' · J. Yaqoub 12' · Kameel 34' · Karam 62' · Al-Dakhil 80' |     |          |

| Hàn Quốc                                                                     | 5–1 | Thái Lan     |
| ---------------------------------------------------------------------------- | --- | ------------ |
| Choi Soon-ho 26', 85' · Choi Jong-duk 33' · Oh Seok-jae 68' · Lee Tae-ho 70' |     | Piyapong 36' |

| Kuwait                                            | 4–0 | Malaysia |
| ------------------------------------------------- | --- | -------- |
| J. Yaqoub 1' · M. Juma'a 23', 46' · Al-Ghanem 49' |     |          |

| Malaysia             | 2–2 | Thái Lan                    |
| -------------------- | --- | --------------------------- |
| Ibrahim Din 50', 63' |     | Khanthatat 72' · Sompit 49' |

| Kuwait                        | 2–0 | Hàn Quốc |
| ----------------------------- | --- | -------- |
| Al-Anbari 50' · Al-Ghanem 81' |     |          |

Kuwait giành quyền vào Vòng cuối cùng.
Tính đến nay, đây là lần cuối cùng Hàn Quốc không giành quyền tham dự vòng chung kết..

### Bảng 4

#### Trận đấu phân loại
| Trung Quốc       | 1–0 | Hồng Kông |
| ---------------- | --- | --------- |
| Chen Jingang 89' |     |           |

| Nhật Bản   | 1–0 | Singapore |
| ---------- | --- | --------- |
| Kimura 20' |     |           |

| CHDCND Triều Tiên                                    | 3–0 | Ma Cao |
| ---------------------------------------------------- | --- | ------ |
| Li Yong-sob 34' · Li Chang-ha 41' · Kim Yong-nam 87' |     |        |

Dựa trên kết quả, Trung Quốc, Nhật Bản và Macau được xếp vào bảng A; Hồng Kông, Triều Tiên và Singapore vào bảng B.

#### Bảng 4A
| VT | Đội        | ST | T | H | B | BT | BB | HS | Đ | Giành quyền tham dự |
| -- | ---------- | -- | - | - | - | -- | -- | -- | - | ------------------- |
| 1  | Trung Quốc | 2  | 2 | 0 | 0 | 4  | 0  | +4 | 4 | Bán kết khu vực     |
| 2  | Nhật Bản   | 2  | 1 | 0 | 1 | 3  | 1  | +2 | 2 | Bán kết khu vực     |
| 3  | Ma Cao     | 2  | 0 | 0 | 2 | 0  | 6  | −6 | 0 |                     |

| Trung Quốc                                             | 3–0 | Ma Cao |
| ------------------------------------------------------ | --- | ------ |
| Gu Guangming 17' · Zuo Shusheng 20' · Rong Zhixing 59' |     |        |

| Trung Quốc      | 1–0 | Nhật Bản |
| --------------- | --- | -------- |
| Rong Zhixing 7' |     |          |

| Nhật Bản                                      | 3–0 | Ma Cao |
| --------------------------------------------- | --- | ------ |
| Kimura 68' · Maeda 80' (ph.đ.) · Hasegawa 88' |     |        |

Trung Quốc và Nhật Bản vào bán kết khu vực 4.

#### Group 4B
| VT | Đội               | ST | T | H | B | BT | BB | HS | Đ | Giành quyền tham dự |
| -- | ----------------- | -- | - | - | - | -- | -- | -- | - | ------------------- |
| 1  | CHDCND Triều Tiên | 2  | 1 | 1 | 0 | 3  | 2  | +1 | 3 | Bán kết khu vực     |
| 2  | Hồng Kông         | 2  | 0 | 2 | 0 | 3  | 3  | 0  | 2 | Bán kết khu vực     |
| 3  | Singapore         | 2  | 0 | 1 | 1 | 1  | 2  | −1 | 1 |                     |

| Hồng Kông         | 1–1 | Singapore        |
| ----------------- | --- | ---------------- |
| Choi York Yee 55' |     | Pathmanathan 87' |

| CHDCND Triều Tiên | 1–0 | Singapore |
| ----------------- | --- | --------- |
| Li Yong-sob 7'    |     |           |

| Hồng Kông                            | 2–2 | CHDCND Triều Tiên                |
| ------------------------------------ | --- | -------------------------------- |
| Wan Chi Keung 40' · Wu Kwok Hung 62' |     | Li Yong-man 3' · Li Yong-sob 25' |

Triều Tiên và Hồng Kông cũng vào bán kết khu vực 4.

#### Bán kết khu vực
| CHDCND Triều Tiên | 1–0 (s.h.p.) | Nhật Bản |
| ----------------- | ------------ | -------- |
| Kim Yong-nam 114' |              |          |

Triều Tiên giành quyền vào chung kết khu vực 4.
| Hồng Kông                                                                 | 0–0 (s.h.p.) | Trung Quốc                                                               |
| ------------------------------------------------------------------------- | ------------ | ------------------------------------------------------------------------ |
|                                                                           |              |                                                                          |
| Loạt sút luân lưu                                                         |              |                                                                          |
| Wu Kwok Hung · Chee Yit Bo · Chan Fat Chi · Fung Chi Ming · Wan Chi Keung | 4–5          | Huang Xiangdong · Zuo Shusheng · Chi Shangbin · Wang Feng · Rong Zhixing |

Trung Quốc thắng trong loạt luân lưu để vào chung kết khu vực 4.

#### Chung kết khu vực
| Trung Quốc                                                      | 4–2 (s.h.p.) | CHDCND Triều Tiên                 |
| --------------------------------------------------------------- | ------------ | --------------------------------- |
| Huang Xiangdong 44', 110' · Chen Xirong 55' · Gu Guangming 112' |              | Li Chang-ha 2' · Kim Yong-nam 56' |

Trung Quốc giành quyền vào vòng cuối cùng.

## Vòng cuối cùng
| VT | Đội         | ST | T | H | B | BT | BB | HS  | Đ | Giành quyền tham dự |  |     |     |     |     |
| -- | ----------- | -- | - | - | - | -- | -- | --- | - | ------------------- |  | --- | --- | --- | --- |
| 1  | Kuwait      | 6  | 4 | 1 | 1 | 8  | 6  | +2  | 9 | 1982 FIFA World Cup |  | —   | 2–2 | 1–0 | 2–0 |
| 2  | New Zealand | 6  | 2 | 3 | 1 | 11 | 6  | +5  | 7 | Play-off            |  | 1–2 | —   | 1–0 | 2–2 |
| 3  | Trung Quốc  | 6  | 3 | 1 | 2 | 9  | 4  | +5  | 7 | Play-off            |  | 3–0 | 0–0 | —   | 4–2 |
| 4  | Ả Rập Xê Út | 6  | 0 | 1 | 5 | 4  | 16 | −12 | 1 |                     |  | 0–1 | 0–5 | 0–2 | —   |

| Trung Quốc | 0–0 | New Zealand |
| ---------- | --- | ----------- |
|            |     |             |

| New Zealand | 1–0 | Trung Quốc |
| ----------- | --- | ---------- |
| Herbert 43' |     |            |

| New Zealand | 1–2 | Kuwait                                |
| ----------- | --- | ------------------------------------- |
| Wooddin 24' |     | Al-Dakhil 61' (ph.đ.) · J. Yaqoub 90' |

| Trung Quốc                                             | 3–0 | Kuwait |
| ------------------------------------------------------ | --- | ------ |
| Rong Zhixing 24' · Gu Guangming 28' · Shen Xiangfu 59' |     |        |

| Ả Rập Xê Út | 0–1 | Kuwait        |
| ----------- | --- | ------------- |
|             |     | Al-Anbari 55' |

| Trung Quốc                                                                   | 4–2 | Ả Rập Xê Út                        |
| ---------------------------------------------------------------------------- | --- | ---------------------------------- |
| Zuo Shusheng 62' · Chen Jingang 63' · Gu Guangming 76' · Huang Xiangdong 88' |     | Al Nifawi 10' · Majed Abdullah 11' |

| Trung Quốc                            | 2–0 | Ả Rập Xê Út |
| ------------------------------------- | --- | ----------- |
| Huang Xiangdong 24' · Cai Jinbiao 27' |     |             |

| New Zealand                      | 2–2 | Ả Rập Xê Út             |
| -------------------------------- | --- | ----------------------- |
| McClure 5' (ph.đ.) · Herbert 87' |     | Majed Abdullah 37', 41' |

| Kuwait       | 1–0 | Trung Quốc |
| ------------ | --- | ---------- |
| Al-Anbari 7' |     |            |

| Kuwait             | 2–0 | Ả Rập Xê Út |
| ------------------ | --- | ----------- |
| Al-Dakhil 36', 56' |     |             |

| Kuwait                      | 2–2 | New Zealand            |
| --------------------------- | --- | ---------------------- |
| Kameel 41' · Al-Hashash 89' |     | Sumner 65' · Rufer 66' |

| Ả Rập Xê Út | 0–5 | New Zealand                                               |
| ----------- | --- | --------------------------------------------------------- |
|             |     | Rufer 16', 39' · B. Turner 17', 43' (ph.đ.) · Wooddin 38' |

Ghi chú
1. ^ Các trận đấu giữa Trung Quốc và Ả Rập Xê Út được tổ chức tại Malaysia do hai nước không có quan hệ ngoại giao.

### Play-off
Thời điểm đó, số bàn thắng và thành tích đối đầu chưa được dùng để xếp hạng khi các đội bằng điểm và hiệu số. Vì Trung Quốc và New Zealand bằng điểm và hiệu số, một trận play-off trên sân trung lập được tổ chức để quyết định suất đi tiếp.
Trận đấu ban đầu dự kiến diễn ra ở Kuala Lumpur nhưng bị New Zealand phản đối do đây từng là nơi tổ chức các trận của Trung Quốc. Melbourne cũng được cân nhắc trước khi chọn Singapore làm địa điểm cuối cùng.
| New Zealand             | 2–1 | Trung Quốc          |
| ----------------------- | --- | ------------------- |
| Wooddin 24' · Rufer 47' |     | Huang Xiangdong 75' |

Kuwait và New Zealand vượt qua vòng loại.

## Đội tuyển vượt qua vòng loại
Đội tuyển sau đây đã vượt qua vòng loại để giành quyền tham dự Giải vô địch bóng đá thế giới 1982.
| Đội tuyển   | Tư cách vượt qua vòng loại | Ngày vượt qua vòng loại | Số lần tham dự FIFA World Cup trước đây |
| ----------- | -------------------------- | ----------------------- | --------------------------------------- |
| Kuwait      | Chiến thắng Vòng cuối cùng | 14 tháng 12 năm 1981    | 0 (đầu tiên)                            |
| New Zealand | Chiến thắng trận Play-off  | 10 tháng 1 năm 1982     | 0 (đầu tiên)                            |

## Cầu thủ ghi bàn
9 bàn thắng
- Gary Cole
- Steve Sumner
- Brian Turner

8 bàn thắng
- Grant Turner
- Steve Wooddin

5 bàn thắng
- Huang Xiangdong
- Abdulaziz Al-Anberi

4 bàn thắng
- Gu Guangming
- Faisal Al-Dakhil
- Wynton Rufer

3 bàn thắng
- Dave Mitchell
- Rong Zhixing
- Deng Chyan
- Ratu Jone
- Jasem Yaqoub
- Kim Yong-nam
- Li Yong-sob
- Mansour Muftah
- Majed Abdullah

2 bàn thắng
- John Kosmina
- Eddie Krncevic
- Chen Jingang
- Zuo Shusheng
- Meli Vuilabasa
- Herry Risdianto
- Kazushi Kimura
- Nassir Al-Ghanem
- Fathi Kameel
- Ibrahim Din
- Ricki Herbert
- Li Chang-ha
- Saud Jassem
- Choi Soon-ho
- Shait Ahmed Jehad

1 bàn thắng
- Murray Barnes
- Ken Boden
- Gary Byrne
- Alan Davidson
- Tony Henderson
- Peter Sharne
- Fouad Bushegir
- Cai Jinbiao
- Chen Xirong
- Shen Xiangfu
- Chang Kuo Chi
- Jyn Tson
- John Morris Williams
- Choi Jork Yee
- Wan Chi Keung
- Wu Kwok Hung
- Hadi Ismanto
- Budi Johannis
- Nazar Ashraf
- Hadi Ahmed
- Adnan Dirjal
- Adel Khudhair
- Hussein Saeed
- Haruhisa Hasegawa
- Hideki Maeda
- Sami Al-Hashash
- Mahboub Juma'a
- Mohammed Karam
- James Wong Chye Fook
- Duncan Cole
- Adrian Elrick
- Keith Mackay
- Billy McClure
- Li Yong-man
- Ibrahim Khalfan
- Khalid Salman
- Shaye Al Nafeesah
- Ahmed Al Nifawi
- Yousef Aboloya
- Amin Dabo
- Thasmbiayah Pathmanathan
- Choi Jong-duk
- Hong Sung-ho
- Lee Kang-jo
- Lee Tae-ho
- Oh Seok-jae
- Piyapong Pue-On
- Khan Thatat Songwuti
- Sompit Suwannapluoh

1 bàn phản lưới nhà
- Upendran Choy (trong trận gặp Indonesia)